# نهر سورا
نهر سورا (بالروسية: Сура́)‏ ، Chuvash ) هو نهر في روسيا، وهو رافد يمتد شمالًا لنهر الفولغا. يلاقي نهر الفولغا في منتصف الطريق بين نيجني نوفغورود وقازان. يتدفق عبر بانزا أوبلاست، موردوفيا ، أوليانوفسك أوبلاست ، تشوفاشيا ونيجني نوفغورود أوبلاست. طوله 841 كم، وهو صالح للملاحة لمسافة 394 كم.
على طول نهر السورا تقع مدينة بينزا والمدن الصغيرة مثل ألاتاير ، شومرلايا ، يادرين. عند التقاء نهر الفولغا توجد مستوطنة فاسيلسورسك.
الروافد الرئيسية لنهر السورا هي نهر بنزا، ونهر بيانا، ونهر الأتير.

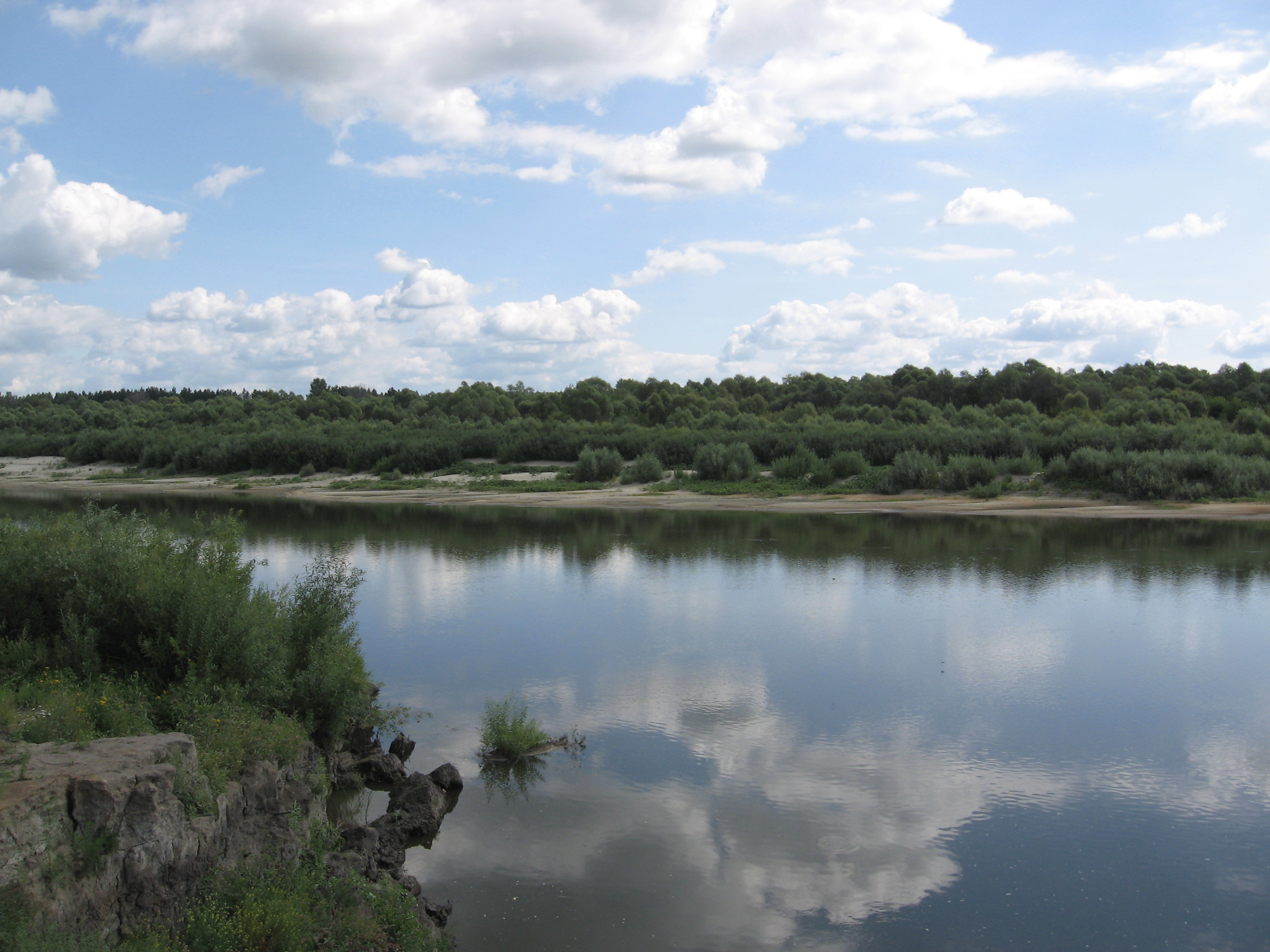
نهر السورا بالقرب من ألاتاير.